# Llista de ciutats de Guinea Equatorial
Aquesta és una llista de ciutats de Guinea Equatorial ordenada per població. Inclou els assentaments de més de 1.000 habitants.
| Ciutats de Guinea Equatorial | Ciutats de Guinea Equatorial | Ciutats de Guinea Equatorial | Ciutats de Guinea Equatorial | Ciutats de Guinea Equatorial | Ciutats de Guinea Equatorial |
| Lloc                         | Ciutat                       | Població                     | Població                     | Població                     | Província                    |
| Lloc                         | Ciutat                       | Cens de 1983                 | Cens de 2001                 | Estimació per a 2005         | Província                    |
| ---------------------------- | ---------------------------- | ---------------------------- | ---------------------------- | ---------------------------- | ---------------------------- |
| 1                            | Bata                         | 24.390                       | 132.235                      | 173.046                      | Litoral                      |
| 2                            | Malabo                       | 31.650                       | 132.440                      | 155.963                      | Bioko Nord                   |
| 3                            | Ebebiyín                     | 3.540                        | 19.515                       | 24.831                       | Kié-Ntem                     |
| 4                            | Aconibe                      | 1.700                        | 8.795                        | 11.192                       | Wele-Nzas                    |
| 5                            | Añisok                       | 1.100                        | 7.586                        | 10.191                       | Wele-Nzas                    |
| 6                            | Luba                         | 2.450                        | 9.011                        | 8.655                        | Bioko Sud                    |
| 7                            | Evinayong                    | 3.170                        | 7.997                        | 8.462                        | Centre Sud                   |
| 8                            | Mongomo                      | 2.370                        | 5.791                        | 6.393                        | Wele-Nzas                    |
| 9                            | Mengomeyén                   | N/A                          | 5.294                        | 5.947                        | Wele-Nzas                    |
| 10                           | Micomeseng                   | 1.300                        | 5.327                        | 5.813                        | Kié-Ntem                     |
| 11                           | Rebola                       | N/A                          | 5.445                        | 5.450                        | Bioko Nord                   |
| 12                           | Bidjabidjan                  | N/A                          | 5.167                        | 4.998                        | Kié-Ntem                     |
| 13                           | Niefang                      | 1.200                        | 4.292                        | 4.858                        | Centre Sud                   |
| 14                           | Cogo                         | N/A                          | 3.952                        | 4.693                        | Litoral                      |
| 15                           | Nsok                         | 500                          | 3.929                        | 4.620                        | Kié-Ntem                     |
| 16                           | San Antonio de Palé          | 910                          | 5.008                        | 4.433                        | Annobón                      |
| 17                           | Mbini                        | 1.229                        | 3.421                        | 4.062                        | Litoral                      |
| 18                           | Nsork                        | N/A                          | 3.355                        | 3.769                        | Wele-Nzas                    |
| 19                           | Ayene                        | N/A                          | 3.099                        | 3.482                        | Wele-Nzas                    |
| 20                           | Nkimi                        | N/A                          | 3.217                        | 3.313                        | Centre Sud                   |
| 21                           | Machinda                     | N/A                          | 2.440                        | 2.897                        | Litoral                      |
| 22                           | Akurenam                     | 1.500                        | 2.748                        | 2.736                        | Centre Sud                   |
| 23                           | Corisco                      | N/A                          | 2.140                        | 2.541                        | Litoral                      |
| 24                           | Baney                        | N/A                          | 2.363                        | 2.365                        | Bioko Nord                   |
| 25                           | Bicurga                      | N/A                          | 2.251                        | 2.318                        | Centre Sud                   |
| 26                           | Nsang                        | N/A                          | 2.194                        | 2.122                        | Kié-Ntem                     |
| 27                           | Ncue                         | N/A                          | 1.740                        | 1.683                        | Kié-Ntem                     |
| 28                           | Bitika                       | N/A                          | 1.233                        | 1.464                        | Litoral                      |
| 29                           | Río Campo                    | N/A                          | 931                          | 1.105                        | Litoral                      |
| 30                           | Riaba                        | 200                          | 1.086                        | 1.071                        | Bioko Sud                    |

## Altres ciutats
- Acalayong
- Bolondo
- Cocobeach (també pertany a Gabon)
- Fyad
- Moca